# Pierre Maël
Pour les articles homonymes, voir Charles Vincent (homonymie) et Vincent.
Pierre Maël est le pseudonyme collectif de deux auteurs français de romans d’aventure et sentimentaux pour la jeunesse : Charles Causse (1862-1904) et Charles Vincent (1851-1920).
Grands succès de librairie du début du XXe siècle, les romans de l'auteur tombent en désuétude après la Seconde Guerre mondiale, laquelle marque un changement dans la littérature pour la jeunesse.
Pierre Maël sera l'un des auteurs phares des éditions Hachette, qui rééditeront jusque dans les années 1950 des versions abrégées de certains de leurs romans dans la collection Bibliothèque verte. Quelques titres ont également été réédités après 2007 aux éditions La Découvrance.

## Biographie des auteurs
Charles Vincent
Il est né le  9 juin 1851 à Nudjuffgur, dans les Indes françaises, et est mort le 28 juin 1920 à Paris, 16e arrondissement. Après la mort de Charles Causse, il écrit sous son patronyme des rééditions des romans de Pierre Maël.
Charles Causse
Né en 1862 et mort en 1904, il n’a jamais écrit sous son patronyme. Il est le père d'un autre auteur de romans d'aventures : Jean d'Agraives.
Tous deux d’origine bretonne, catholiques fervents et légitimistes, leur œuvre – qui comprend 94 titres – est divisée en deux catégories : les romans pour garçons et les romans pour filles. Le nom de Pierre Maël est associé à une forme particulière de littérature, celle des livres d’étrennes et de prix scolaires.
Si les premières années de cette collaboration est sereine, Charles Vincent, auteur en parallèle d'ouvrages sérieux au lectorat faible malgré des qualités indéniables, vit difficilement cette situation qui se termine devant les tribunaux, du fait que le fils de Charles Causse cherche à utiliser le pseudonyme collectif Mäel, auquel il doit en 1917, finir par renoncer.

## Ouvrages publiés
- 1887 : La Double Vue. Éditions L. Frinzine.
- 1888 : Le Torpilleur 29 : mœurs maritimes. Librairie Illustrée. Réédition : Édouard Dentu, 1890 ; Flammarion, 1891 ; Éditions Paul Ollendorff, 1892.
- 1889 : L’Alcyone. Éditions Kolb. Réédition A. Michel, collection Les Grands romans, 1929.
- 1889 : Flot et Jusant. Éditions E. Dentu.
- 1889 : Mœurs maritimes. Fleur de mer. La Bruyère d'Yvonne. Éditions E. Dentu.
- 1889 : Mœurs maritimes. Sauveteur, Éditions E. Dentu. Rééditions : La Rochelle : la Découvrance, illustrations : Le Sénéchal de Kerdréoret et Gaston Le Mains, 2007.  (ISBN 978-2-84265-481-8).
- 1890 : Gaietés de bord ; une campagne sur l’ « Armorique ». Éditions E. Kolb.
- 1890 : Mer bleue. Éditions Firmin-Didot.
- 1890 : L’Ondine de Rhuis, mœurs maritimes. Éditions E. Dentu.
- 1891 : Amours simples. Éditions Flammarion.
- 1891 : Un manuscrit, collection La Nouvelle collection, Éditions G. Charpentier et E. Fasquelle.
- 1891 : Mariage mondain. Flammarion. Réédition : Jules Tallandier, 1925.
- 1891 : Pilleur d’épaves, mœurs maritimes, Collection : Auteurs célèbres 195,  Flammarion. Rééditions : Ollendorff, 1903 ; Albin Michel, 1948 ; Bouhet : la Découvrance, Collection : L'Amateur averti, 2005.  (ISBN 2-84265-346-7) (Ce roman est paru en feuilleton sous le titre Mer sauvage (Mœurs maritimes) dans le journal Le Gaulois en 1891)[5].
- 1891 : Quand on aime. Éditions Firmin Didot. Publication sous forme de roman-feuilleton dans L'Express du Midi du 29 septembre 1891 au 5 décembre 1891.
- 1892 : Charité. Éditions P. Ollendorff.
- 1892 : Mer sauvage. Éditions P. Ollendorff. Réédition : Éd. Astoure, Collection : Les grands romans de Bretagne, 2009.  (ISBN 978-2-84583-224-4).
- 1893 : Honneur, Patrie. Éditions Ollendorff.
- 1893 : Solitude. Éditions Ollendorff.
- 1893 : Une Française au pôle nord. Éditions Hachette. Réédition : Nantes : les Étudions Maison, collection : Femmes de caractère, 2008.  (ISBN 978-2-917575-00-0)[6].
- 1894 : Ce qu’elle voulait. Éditions Ollendorff.
- 1894 : Dernière Pensée. Éditions Ollendorff.
- 1894 : Femme d’artiste. Éditions Ollendorff.
- 1894 : Terre de fauves. Éditions Hachette. Rééditions : Ollendorff, 1904 ; Albin Michel, 1927.
- 1895 : Amour d'Orient ; Myris ; Au pays des tigres. Flammarion.
- 1895 : Celles qui savent aimer. Éditions Ollendorff.. Réédition : A. Michel, 1925.
- 1895 : Les Derniers Hommes rouges. Éditions Firmin-Didot. Rééditions : Éditions Nelson, 1930 ; Hachette, 1939.
- 1895 : Mer bénie. Éditions Firmin-Didot.
- 1895 : Robinson et Robinsonne. Ill. d'Alfred Paris,  Éditions Hachette. Rééditions : collection :  Bibliothèque de la jeunesse, Illustrations de Loire, Hachette, 1938 ; Hachette, collection Bibliothèque verte, illustrations de G. Dutriac, 1951 ; collection des grands romanciers, illustrations de Henri Dimpre, Hachette, 1959.
- 1895 : Toujours à toi. Éditions Ollendorff.
- 1895 : Un roman de femme. Éditions Ollendorff.
- 1896 : Chien et Chat. Hachette. Rééditions : Hachette, collection Grands Romanciers, Illustrations de Vogel, 1930 ; collection des grands romanciers, hachette, Illustrations de A. Lippmann, 1952.
- 1896 : Erreur d’amour. Éditions Ollendorff. Réédition : A. Michel, collection Les Grands romans, 1927.
- 1896 : Fleur de France. Hachette.
- 1896 : Petit Ange. Flammarion.
- 1897 : Au pays du mystère. Hachette. Rééditions : Ollendorff, 1904 ; Tallandier, 1932.
- 1897 : Le Bois d’amour. Éditions Ollendorff.
- 1897 : Castel-Rouge (suite du Bois d’amour), Ollendorff. Réédition A. Michel, 1929.
- 1897 : Ce que femme peut. Éditions Ollendorff. Réédition : collection Les Grands romans, A. Michel, 1926.
- 1897 : Le Drame de Rosmeur. Éditions Ollendorff.
- 1897 : Le Roman de Joël. Collection : Auteurs célèbres 334, Flammarion.
- 1898 : Les Fils de la tempête (comprend : Les Lurons de la Jeanne ; Julia la louve), Flammarion. Réédition : Tallandier, 1926.
- 1898 : Les Naufrageurs (comprend : Éva et Lilian ; Le Cœur et l'Honneur). Éditions E. Flammarion.
- 1898 : La Roche qui tue. Éditions A. Mame et fils, Tours. Réédition : Colbert, 1943.
- 1898 : Marc et Lucienne, 2 volumes. Éditions Ollendorff.
- 1899 : Cendrillonnette. Éditions Ollendorff.
- 1899 : Les Coulisses de la vie, 2 volumes (Comprend : Reine Marguerite et Pour l’amour). Flammarion.
- 1899 : Pas de dot. Éditions Ollendorff.
- 1899 : Seulette, Hachette. Rééditions : Flammarion, 1901 ; Hachette, 1903.
- 1900 : Cœur contre cœur. Éditions Ollendorff. Réédition A. Michel, 1928.
- 1900 : La Filleule de Du Guesclin, ill. Marcel Pille, Éditions A. Mame et fils. Rééditions : Deux Sirènes, Illustrations de Maurice Toussaint, 1947.
- 1900 : Le Trésor de Madeleine. Hachette. Rééditions : Hachette, coll. Bibliothèque verte 1923, 1933, 1950, 1959.
- 1901 : Comment ils aiment. Flammarion. Rééditions : collection : Le Livre national. Romans populaires 896, éditions Jules Tallandier, 1933.
- 1901 : Bonheur conquis (suite de Comment ils aiment), Flammarion. Réédition : collection : Le Livre national. Romans populaires 897, éditions Jules Tallandier, 1933.
- 1901 : Un mousse de Surcouf, Hachette. Rééditions : Hachette, Bibliothèque verte, 1925 ; Hachette, Bibliothèque de la jeunesse, 1933.
- 1901 : Ce que chante l’amour. Éditions Ollendorff. Réédition : collection Les Grands romans, A. Michel, 1927.
- 1902 : Autour d’un crime (comprend : Le Mystère ; La Vengeance), Flammarion.
- 1902 : Fille de rois. Hachette. Rééditions : Hatier, 1904 ; Hachette, Bibliothèque verte, 1948 ; Hachette, collection Bibliothèque verte, illustrations de Maurice Grimaud, 1973.
- 1902 : Fleurs fanées. Éditions Ollendorff.
- 1902 : Mademoiselle Pompon. Éditions A. Mame et fils.
- 1902 : Le Roman de Rose (Comprend : Le Secret d'un ange ; Triomphe d'amour), Flammarion.
- 1902 : Le Sous-marin « Le vengeur ». Éditions Ollendorff.
- 1903 : Petite-fille d’amiral. Éditions Ollendorff.
- 1903 : La Pupille du bonhomme, Hachette.
- 1903 : Martyre d’un cœur, Flammarion.
- 1903 : Terre d’héroïsme (suite de Martyre d’un cœur). Flammarion.
- 1904 : Blanche contre Jaunes : roman d'aventures sur la guerre russo-japonaise. Collection Gallia, Librairie Générale. Réédition : collection : Bibliothèque du Rocambole. Romans scientifiques 3, Amiens : AARP-Centre Rocambole : Encrage éditions, 2011.  (ISBN 978-2-36058-122-1)[7].
- 1904: Le Crime et l’Amour, Flammarion. Réédition : Tallandier, 1930.
- 1904 : Partage de cœur (suite du Crime de l’amour). Flammarion. Réédition : collection : Le Livre national. Romans populaires no 736, éditions Jules Tallandier, 1930.
- 1904 : La Fée des îles. Hachette.
- 1905 : Femme d’officier. Éditions Ollendorff. Réédition : Albin Michel, Grands Romans, 1929.
- 1905 : Le Roman de Violette, Flammarion. Réédition : Tallandier, 1933.
- 1905 : Haine et Amour (suite du Roman de Violette). Flammarion, 1905. Réédition : Tallandier, 1933.
- 1906 : Crépuscule d'amour. Éditions Ernest Flammarion.
- 1906 : Le Secret du gouffre, gravures de H. Vogel, Hachette. Réédition : Hachette, 1933.
- 1907 : Le Forban noir, gravures de H. Vogel, Hachette.
- 1907 : Qui parlera ?. Éditions P. Ollendorff.
- 1908 : L'Énigme du Transtévère, Flammarion.
- 1908 : La Fille de l’aiguilleur, Hachette. Gravures par Dutriac.
- 1909 : Cambriole, Hachette. Gravures par Ed. Zier.
- 1909 : La Main d'ombre, R. Roger et F. Chernoviz.
- 1909 : César Borgia (suite de L'Énigme du Transtévère). Flammarion.
- 1910 : La Lionne de Clisson. Illustrations de P. de Saint-Étienne ; Les Romans choisis, nouvelle collection pour la jeunesse ; R. Roger et F. Chernoviz.
- 1910 : Poucette, gravures de Dutriac, Hachette.
- 1911 : Lance et Quenouille, Illustrations de Dutriac, Hachette.
- 1912 : Les Deux Tigresses, illustrations de Ed. Zier, Hachette.
- 1912 : La Lande aux loups, illustrations de Ed. Carrier, A. Mame et fils. Réédition A. Mame et fils, 1924.
- 1912 : Loin des yeux, près du cœur, illustrations par Beuzon, Hachette.
- 1914 : Le Talisman, figures par Dutriac, Hachette.
- 1915 : La Légende de Moïna, Illustrations de Hérouard, A. Mame et fils. Réédition : A. Mame et fils, 1922.
- 1923 : Les Yeux fermés, collection Bibliothèque des mères de famille, éditions Firmin-Didot et Cie.

Éditions posthumes
- 1925 : La Marmotte, Hachette, collection Bibliothèque Verte. Réédition : Hachette, collection des grands romanciers, 1957.
- 1926 : Les Lurons de la Jeanne : roman de drame et d'amour, collection : Le livre national. Romans populaires no 533, éditions J. Tallandier. (il a pour suite : Julia la louve. Ce roman a paru en 1898 sous le titre : Les Fils de la tempête)
- 1932 : La Revanche de Robert Clermont, collection :  Le Livre national. Romans populaires no 848, éditions Jules Tallandier.
- 1932 : Le Secret de Georgina Green, collection : Le Livre national. Romans populaires no 847, éditions Jules Tallandier.

## Adaptations cinématographiques
- Loin des yeux, près du cœur, film muet français réalisé par Maurice Le Forestier, sorti en 1915

### Sources et bibliographie
- Histoire de la littérature maritime de René Moniot Beaumont, éditions La Découvrance, 2008, 411 pages.  (ISBN 978-2-84265-590-7)
- Biographie de l'auteur dans l'introduction au roman Un mousse de Surcouf (Diogene éditions libres) À lire en ligne
- Un siècle de fictions pour les 8 à 15 ans : (1901-2000) de Raymond Perrin, Édition L’Harmattan, 2001, 503 pages.  (ISBN 2-7475-0867-6)